# John Rusling Block

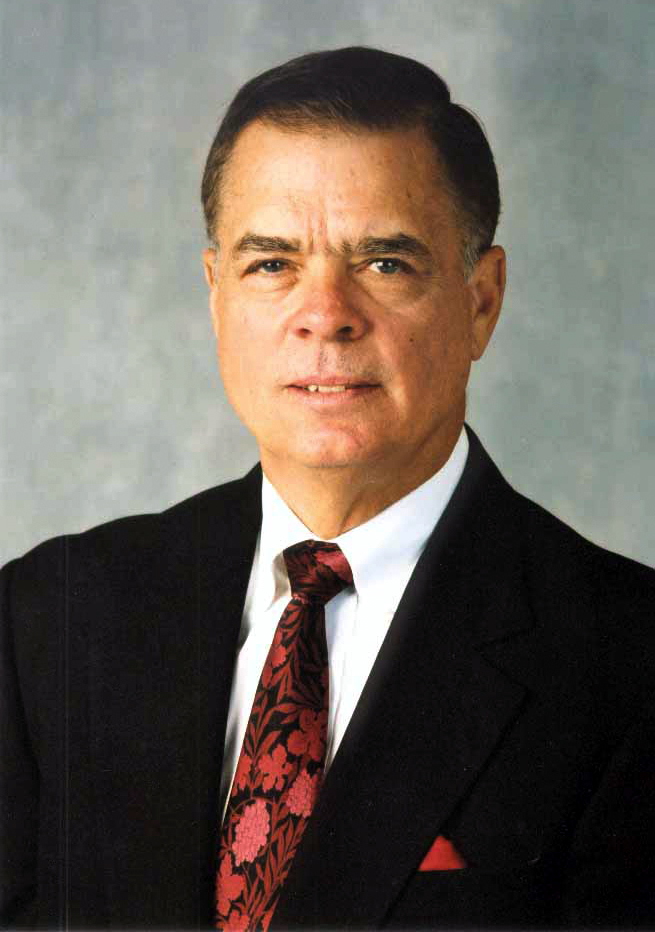
John Rusling Block

John Rusling Block (* 15. Februar 1935 in Galesburg, Knox County, Illinois) ist ein ehemaliger US-amerikanischer Politiker (Republikanische Partei), der dem Kabinett von US-Präsident Ronald Reagan als Landwirtschaftsminister angehörte.
John Blocks Familie lebte auf dem Land in Illinois; in ihrem Haushalt gab es keine Elektrizität. Er schrieb sich später an der United States Military Academy in West Point ein und machte dort 1957 seinen Abschluss. Danach leistete er seinen Militärdienst in der 101. US-Luftlandedivision der US Army ab und war dabei in Fort Benning (Georgia) stationiert. Nach seinem Abschied aus der Armee wurde er erfolgreicher Agrarunternehmer.
Da er einerseits Fachwissen auf dem Agrarsektor vorweisen konnte und zum anderen als überzeugter Republikaner bekannt war, wurde er 1977 von Gouverneur James R. Thompson zum Landwirtschaftsminister (Director of Agriculture) von Illinois berufen. Nach dem Sieg der Republikaner bei der Präsidentschaftswahl 1980 wechselte er als Landwirtschaftsminister in die Bundesregierung. Block hatte dieses Amt im Kabinett Reagan von 1981 bis zu seinem Rücktritt 1986 inne.
In der Folge betätigte er sich nicht mehr politisch, sondern in der Privatwirtschaft. Er wurde Vorstandsmitglied von John Deere, dem Weltmarktführer im Bereich Landtechnik, und ist Präsident von Food Distributors International. 1992 wurde ihm der Horatio Alger Award verliehen. Überdies war er an weltweiten Ernährungsprogrammen beteiligt; so gehört er auch dem Board of Directors des Friends of the World Food Program an, einer Non-Profit-Organisation, die sich um eine Beendigung weltweiter Hungersnöte bemüht. Schließlich ist er noch Berater einer Anwaltskanzlei in Washington.